# Pohár federace 1963
Pohár federace 1963 byl 1. ročník týmové tenisové soutěže žen v Poháru federace, od roku 1995 konané pod názvem Fed Cup. Turnaj byl založen jako obdoba mužského Davis Cupu při jeho padesátém ročníku. Soutěž se odehrála mezi 17. až 20. červnem 1963 na otevřených travnatých dvorcích. Dějištěm se stal oddíl Queen's Club v britské metropoli Londýně.
Premiérový ročník vyhrálo družstvo Spojených států amerických, které ve finále zdolalo hráčky Austrálie. Vítězství Američankám zajistily Billie Jean Moffittová a Lesley Turnerová. Za Austrálii nastoupily Darlene Hardová a Margaret Smithová.
Turnaj zahrnoval hlavní soutěž hranou vyřazovacím systémem, z níž vzešel celkový vítěz Poháru federace.

## Turnaj

### Účastníci
| Účastníci      | Účastníci | Účastníci     | Účastníci       |
| Austrálie      | Rakousko  | Belgie        | Kanada          |
| Československo | Dánsko    | Francie       | Velká Británie  |
| Maďarsko       | Itálie    | Nizozemsko    | Norsko          |
| Jižní Afrika   | Švýcarsko | Spojené státy | Západní Německo |
| -------------- | --------- | ------------- | --------------- |

### Pavouk
|  | První kolo 17. června | První kolo 17. června | První kolo 17. června |                |              | Čtvrtfinále 18. června | Čtvrtfinále 18. června | Čtvrtfinále 18. června |   |  | Semifinále 19. června | Semifinále 19. června | Semifinále 19. června |   |  | Finále 20. června | Finále 20. června | Finále 20. června |
|  |                       |                       |                       |                |              |                        |                        |                        |   |  |                       |                       |                       |   |  |                   |                   |                   |
|  |                       | Austrálie             | 3                     |                |              |                        |                        |                        |   |  |                       |                       |                       |   |  |                   |                   |                   |
|  |                       | Belgie                | 0                     |                |              |                        |                        |                        |   |  |                       |                       |                       |   |  |                   |                   |                   |
|  |                       | Belgie                | 0                     |                | Austrálie    | 3                      |                        |                        |   |  |                       |                       |                       |   |  |                   |                   |                   |
|  |                       |                       |                       |                | Austrálie    | 3                      |                        |                        |   |  |                       |                       |                       |   |  |                   |                   |                   |
|  |                       |                       |                       | Maďarsko       | 0            |                        |                        |                        |   |  |                       |                       |                       |   |  |                   |                   |                   |
|  |                       | Maďarsko              | 3                     | Maďarsko       | 0            |                        |                        |                        |   |  |                       |                       |                       |   |  |                   |                   |                   |
|  |                       | Maďarsko              | 3                     |                |              |                        |                        |                        |   |  |                       |                       |                       |   |  |                   |                   |                   |
|  |                       | Dánsko                | 0                     |                |              |                        |                        |                        |   |  |                       |                       |                       |   |  |                   |                   |                   |
|  |                       |                       |                       |                |              |                        |                        | Austrálie              | 3 |  |                       |                       |                       |   |  |                   |                   |                   |
|  |                       |                       |                       |                |              |                        |                        |                        | 3 |  |                       |                       |                       |   |  |                   |                   |                   |
|  |                       |                       | Jižní Afrika          | 0              |              |                        |                        |                        |   |  |                       |                       |                       |   |  |                   |                   |                   |
|  |                       | Jižní Afrika          | Jižní Afrika          | 0              | 2            |                        |                        |                        |   |  |                       |                       |                       |   |  |                   |                   |                   |
|  |                       | Jižní Afrika          |                       |                | 2            |                        |                        |                        |   |  |                       |                       |                       |   |  |                   |                   |                   |
|  |                       | Československo        | 1                     |                |              |                        |                        |                        |   |  |                       |                       |                       |   |  |                   |                   |                   |
|  |                       | Československo        | 1                     |                | Jižní Afrika | 3                      |                        |                        |   |  |                       |                       |                       |   |  |                   |                   |                   |
|  |                       |                       |                       |                | Jižní Afrika | 3                      |                        |                        |   |  |                       |                       |                       |   |  |                   |                   |                   |
|  |                       |                       |                       | Francie        | 0            |                        |                        |                        |   |  |                       |                       |                       |   |  |                   |                   |                   |
|  |                       | Francie               | 2                     | Francie        | 0            |                        |                        |                        |   |  |                       |                       |                       |   |  |                   |                   |                   |
|  |                       | Francie               | 2                     |                |              |                        |                        |                        |   |  |                       |                       |                       |   |  |                   |                   |                   |
|  |                       | Západní Německo       | 1                     |                |              |                        |                        |                        |   |  |                       |                       |                       |   |  |                   |                   |                   |
|  |                       |                       |                       |                |              |                        |                        |                        |   |  |                       |                       | Austrálie             | 1 |  |                   |                   |                   |
|  |                       |                       |                       |                |              |                        |                        |                        |   |  |                       |                       |                       |   |  |                   |                   |                   |
|  |                       |                       | Spojené státy         | 2              |              |                        |                        |                        |   |  |                       |                       |                       |   |  |                   |                   |                   |
|  |                       | Norsko                | Spojené státy         | 2              | 1            |                        |                        |                        |   |  |                       |                       |                       |   |  |                   |                   |                   |
|  |                       | Norsko                |                       |                | 1            |                        |                        |                        |   |  |                       |                       |                       |   |  |                   |                   |                   |
|  |                       | Rakousko              | 2                     |                |              |                        |                        |                        |   |  |                       |                       |                       |   |  |                   |                   |                   |
|  |                       | Rakousko              | 2                     |                | Rakousko     | 0                      |                        |                        |   |  |                       |                       |                       |   |  |                   |                   |                   |
|  |                       |                       |                       |                | Rakousko     | 0                      |                        |                        |   |  |                       |                       |                       |   |  |                   |                   |                   |
|  |                       |                       |                       | Velká Británie | 3            |                        |                        |                        |   |  |                       |                       |                       |   |  |                   |                   |                   |
|  |                       | Kanada                | 0                     | Velká Británie | 3            |                        |                        |                        |   |  |                       |                       |                       |   |  |                   |                   |                   |
|  |                       | Kanada                | 0                     |                |              |                        |                        |                        |   |  |                       |                       |                       |   |  |                   |                   |                   |
|  |                       | Velká Británie        | 3                     |                |              |                        |                        |                        |   |  |                       |                       |                       |   |  |                   |                   |                   |
|  |                       |                       |                       |                |              |                        |                        | Velká Británie         | 0 |  |                       |                       |                       |   |  |                   |                   |                   |
|  |                       |                       |                       |                |              |                        |                        |                        | 0 |  |                       |                       |                       |   |  |                   |                   |                   |
|  |                       |                       | Spojené státy         | 3              |              |                        |                        |                        |   |  |                       |                       |                       |   |  |                   |                   |                   |
|  |                       | Švýcarsko             | Spojené státy         | 3              | 0            |                        |                        |                        |   |  |                       |                       |                       |   |  |                   |                   |                   |
|  |                       | Švýcarsko             |                       |                | 0            |                        |                        |                        |   |  |                       |                       |                       |   |  |                   |                   |                   |
|  |                       | Nizozemsko            | 3                     |                |              |                        |                        |                        |   |  |                       |                       |                       |   |  |                   |                   |                   |
|  |                       | Nizozemsko            | 3                     |                | Nizozemsko   | 0                      |                        |                        |   |  |                       |                       |                       |   |  |                   |                   |                   |
|  |                       |                       |                       |                | Nizozemsko   | 0                      |                        |                        |   |  |                       |                       |                       |   |  |                   |                   |                   |
|  |                       |                       |                       | Spojené státy  | 3            |                        |                        |                        |   |  |                       |                       |                       |   |  |                   |                   |                   |
|  |                       | Itálie                | 0                     | Spojené státy  | 3            |                        |                        |                        |   |  |                       |                       |                       |   |  |                   |                   |                   |
|  |                       | Itálie                | 0                     |                |              |                        |                        |                        |   |  |                       |                       |                       |   |  |                   |                   |                   |
|  |                       | Spojené státy         | 3                     |                |              |                        |                        |                        |   |  |                       |                       |                       |   |  |                   |                   |                   |

## Průběh turnaje

### První kolo

#### Austrálie vs. Belgie
| | Austrálie | 3 :                                                                            | 0   | Belgie |    |  |
| --- | --------- | ------------------------------------------------------------------------------ | --- | ------ | -- |  |
| Queen's Club, Londýn, Spojené království 17. června 1963 tráva (venku) |           |                                                                                |     |        |    |  |
| \| \| \| \| 1. \| 2. \| 3. \| \| \| -- \| \| ------------------------------------------------------------------------------ \| --- \| --- \| -- \| \| \| 1. \| \| Margaret Smithová Christiane Mercelisová \| 6 3 \| 6 1 \| \| \| \| 2. \| \| Jan O'Neillová Elza Bellensová \| 6 0 \| 6 3 \| \| \| \| 3. \| \| Margaret Smithová / Lesley Turnerová Mary Marechalová / Christiane Mercelisová \| 6 1 \| 6 0 \| \| \| \| \| \| \| \| \| \| \| \| \| \| \| \| \| \| \| \| \| \| \| \| \| \| \| \| \| \| \| \| \| \| \| \| \| \| \| \| \| \| \| |           |                                                                                |     |        |    |  |
| |           |                                                                                | 1.  | 2.     | 3. |  |
| 1. |           | Margaret Smithová Christiane Mercelisová                                       | 6 3 | 6 1    |    |  |
| 2. |           | Jan O'Neillová Elza Bellensová                                                 | 6 0 | 6 3    |    |  |
| 3. |           | Margaret Smithová / Lesley Turnerová Mary Marechalová / Christiane Mercelisová | 6 1 | 6 0    |    |  |
| |           |                                                                                |     |        |    |  |
| |           |                                                                                |     |        |    |  |
| |           |                                                                                |     |        |    |  |
| |           |                                                                                |     |        |    |  |
| |           |                                                                                |     |        |    |  |

#### Maďarsko vs. Dánsko
| | Maďarsko | 3 :                                                                       | 0   | Dánsko |     |  |
| --- | -------- | ------------------------------------------------------------------------- | --- | ------ | --- |  |
| Queen's Club, Londýn, Spojené království 17. června 1963 tráva (venku) |          |                                                                           |     |        |     |  |
| \| \| \| \| 1. \| 2. \| 3. \| \| \| -- \| \| ------------------------------------------------------------------------- \| --- \| --- \| --- \| \| \| 1. \| \| Zsuzsa Körmöczyová Pia Ballingová \| 6 4 \| 6 0 \| \| \| \| 2. \| \| Zsófia Broszmannová Vera Johansenová \| 7 5 \| 6 4 \| \| \| \| 3. \| \| Klara Bardóczyová / Zsófia Broszmannová Pia Ballingová / Vera Johansenová \| 6 2 \| 3 6 \| 6 3 \| \| \| \| \| \| \| \| \| \| \| \| \| \| \| \| \| \| \| \| \| \| \| \| \| \| \| \| \| \| \| \| \| \| \| \| \| \| \| \| \| \| |          |                                                                           |     |        |     |  |
| |          |                                                                           | 1.  | 2.     | 3.  |  |
| 1. |          | Zsuzsa Körmöczyová Pia Ballingová                                         | 6 4 | 6 0    |     |  |
| 2. |          | Zsófia Broszmannová Vera Johansenová                                      | 7 5 | 6 4    |     |  |
| 3. |          | Klara Bardóczyová / Zsófia Broszmannová Pia Ballingová / Vera Johansenová | 6 2 | 3 6    | 6 3 |  |
| |          |                                                                           |     |        |     |  |
| |          |                                                                           |     |        |     |  |
| |          |                                                                           |     |        |     |  |
| |          |                                                                           |     |        |     |  |
| |          |                                                                           |     |        |     |  |

#### Jihoafrická republika vs. Československo
| | Jihoafrická republika | 2 :                                                                  | 1   | Československo |     |  |
| --- | --------------------- | -------------------------------------------------------------------- | --- | -------------- | --- |  |
| Queen's Club, Londýn, Spojené království 17. června 1963 tráva (venku) |                       |                                                                      |     |                |     |  |
| \| \| \| \| 1. \| 2. \| 3. \| \| \| -- \| \| -------------------------------------------------------------------- \| --- \| --- \| --- \| \| \| 1. \| \| Renee Schuurmanová Věra Suková \| 3 6 \| 6 2 \| 6 8 \| \| \| 2. \| \| Margaret Huntová Markéta Prochová \| 6 2 \| 6 2 \| \| \| \| 3. \| \| Margaret Huntová / Renee Schuurmanová Markéta Prochová / Věra Suková \| 6 3 \| 6 2 \| \| \| \| \| \| \| \| \| \| \| \| \| \| \| \| \| \| \| \| \| \| \| \| \| \| \| \| \| \| \| \| \| \| \| \| \| \| \| \| \| \| \| |                       |                                                                      |     |                |     |  |
| |                       |                                                                      | 1.  | 2.             | 3.  |  |
| 1. |                       | Renee Schuurmanová Věra Suková                                       | 3 6 | 6 2            | 6 8 |  |
| 2. |                       | Margaret Huntová Markéta Prochová                                    | 6 2 | 6 2            |     |  |
| 3. |                       | Margaret Huntová / Renee Schuurmanová Markéta Prochová / Věra Suková | 6 3 | 6 2            |     |  |
| |                       |                                                                      |     |                |     |  |
| |                       |                                                                      |     |                |     |  |
| |                       |                                                                      |     |                |     |  |
| |                       |                                                                      |     |                |     |  |
| |                       |                                                                      |     |                |     |  |

#### Francie vs. Západní Německo
| | Francie | 2 :                                                                         | 1   | Západní Německo |     |  |
| --- | ------- | --------------------------------------------------------------------------- | --- | --------------- | --- |  |
| Queen's Club, Londýn, Spojené království 17. června 1963 tráva (venku) |         |                                                                             |     |                 |     |  |
| \| \| \| \| 1. \| 2. \| 3. \| \| \| -- \| \| --------------------------------------------------------------------------- \| --- \| --- \| --- \| \| \| 1. \| \| Françoise Durrová Edda Budingová \| 3 6 \| 4 6 \| \| \| \| 2. \| \| Janine Lieffrigová Margot Dittmeyerová \| 6 3 \| 4 6 \| 6 2 \| \| \| 3. \| \| Françoise Durrová / Janine Lieffrigová Edda Budingová / Renata Ostermannová \| 6 3 \| 6 3 \| \| \| \| \| \| \| \| \| \| \| \| \| \| \| \| \| \| \| \| \| \| \| \| \| \| \| \| \| \| \| \| \| \| \| \| \| \| \| \| \| \| \| |         |                                                                             |     |                 |     |  |
| |         |                                                                             | 1.  | 2.              | 3.  |  |
| 1. |         | Françoise Durrová Edda Budingová                                            | 3 6 | 4 6             |     |  |
| 2. |         | Janine Lieffrigová Margot Dittmeyerová                                      | 6 3 | 4 6             | 6 2 |  |
| 3. |         | Françoise Durrová / Janine Lieffrigová Edda Budingová / Renata Ostermannová | 6 3 | 6 3             |     |  |
| |         |                                                                             |     |                 |     |  |
| |         |                                                                             |     |                 |     |  |
| |         |                                                                             |     |                 |     |  |
| |         |                                                                             |     |                 |     |  |
| |         |                                                                             |     |                 |     |  |

#### Norsko vs. Rakousko
| | Norsko | 1 :                                                             | 2   | Rakousko |    |  |
| --- | ------ | --------------------------------------------------------------- | --- | -------- | -- |  |
| Queen's Club, Londýn, Spojené království 17. června 1963 tráva (venku) |        |                                                                 |     |          |    |  |
| \| \| \| \| 1. \| 2. \| 3. \| \| \| -- \| \| --------------------------------------------------------------- \| --- \| --- \| -- \| \| \| 1. \| \| Liv Hubertová Sonja Pachtová \| 3 6 \| 2 6 \| \| \| \| 2. \| \| Ruth Hauknesová Andreas Winklerová \| 6 4 \| 6 3 \| \| \| \| 3. \| \| Liv Hubertová / Tone Schirmerová Edda Herdyová / Sonja Pachtová \| 3 6 \| 3 6 \| \| \| \| \| \| \| \| \| \| \| \| \| \| \| \| \| \| \| \| \| \| \| \| \| \| \| \| \| \| \| \| \| \| \| \| \| \| \| \| \| \| \| |        |                                                                 |     |          |    |  |
| |        |                                                                 | 1.  | 2.       | 3. |  |
| 1. |        | Liv Hubertová Sonja Pachtová                                    | 3 6 | 2 6      |    |  |
| 2. |        | Ruth Hauknesová Andreas Winklerová                              | 6 4 | 6 3      |    |  |
| 3. |        | Liv Hubertová / Tone Schirmerová Edda Herdyová / Sonja Pachtová | 3 6 | 3 6      |    |  |
| |        |                                                                 |     |          |    |  |
| |        |                                                                 |     |          |    |  |
| |        |                                                                 |     |          |    |  |
| |        |                                                                 |     |          |    |  |
| |        |                                                                 |     |          |    |  |

#### Kanada vs. Velká Británie
| | Kanada | 0 :                                                                          | 3   | Velká Británie |    |  |
| --- | ------ | ---------------------------------------------------------------------------- | --- | -------------- | -- |  |
| Queen's Club, Londýn, Spojené království 17. června 1963 tráva (venku) |        |                                                                              |     |                |    |  |
| \| \| \| \| 1. \| 2. \| 3. \| \| \| -- \| \| ---------------------------------------------------------------------------- \| --- \| --- \| -- \| \| \| 1. \| \| Ann Barclayová Ann Haydonová-Jonesová \| 0 6 \| 1 6 \| \| \| \| 2. \| \| Louise Brownová Christine Janesová \| 6 8 \| 3 6 \| \| \| \| 3. \| \| Ann Barclayová / Louise Brownová Ann Haydonová-Jonesová / Christine Janesová \| 1 6 \| 3 6 \| \| \| \| \| \| \| \| \| \| \| \| \| \| \| \| \| \| \| \| \| \| \| \| \| \| \| \| \| \| \| \| \| \| \| \| \| \| \| \| \| \| \| |        |                                                                              |     |                |    |  |
| |        |                                                                              | 1.  | 2.             | 3. |  |
| 1. |        | Ann Barclayová Ann Haydonová-Jonesová                                        | 0 6 | 1 6            |    |  |
| 2. |        | Louise Brownová Christine Janesová                                           | 6 8 | 3 6            |    |  |
| 3. |        | Ann Barclayová / Louise Brownová Ann Haydonová-Jonesová / Christine Janesová | 1 6 | 3 6            |    |  |
| |        |                                                                              |     |                |    |  |
| |        |                                                                              |     |                |    |  |
| |        |                                                                              |     |                |    |  |
| |        |                                                                              |     |                |    |  |
| |        |                                                                              |     |                |    |  |

#### Švýcarsko vs. Nizozemsko
| | Švýcarsko | 0 :                                                                     | 3   | Nizozemsko |    |  |
| --- | --------- | ----------------------------------------------------------------------- | --- | ---------- | -- |  |
| Queen's Club, Londýn, Spojené království 17. června 1963 tráva (venku) |           |                                                                         |     |            |    |  |
| \| \| \| \| 1. \| 2. \| 3. \| \| \| -- \| \| ----------------------------------------------------------------------- \| --- \| --- \| -- \| \| \| 1. \| \| Alice Wavreová Eva de Jongová \| 1 6 \| 4 6 \| \| \| \| 2. \| \| Janine Bourgnonová Jenny Ridderhof \| 6 8 \| 3 6 \| \| \| \| 3. \| \| Janine Bourgnonová / Alice Wavreová Eva de Jongová / Jenny Ridderhofová \| 1 6 \| 3 6 \| \| \| \| \| \| \| \| \| \| \| \| \| \| \| \| \| \| \| \| \| \| \| \| \| \| \| \| \| \| \| \| \| \| \| \| \| \| \| \| \| \| \| |           |                                                                         |     |            |    |  |
| |           |                                                                         | 1.  | 2.         | 3. |  |
| 1. |           | Alice Wavreová Eva de Jongová                                           | 1 6 | 4 6        |    |  |
| 2. |           | Janine Bourgnonová Jenny Ridderhof                                      | 6 8 | 3 6        |    |  |
| 3. |           | Janine Bourgnonová / Alice Wavreová Eva de Jongová / Jenny Ridderhofová | 1 6 | 3 6        |    |  |
| |           |                                                                         |     |            |    |  |
| |           |                                                                         |     |            |    |  |
| |           |                                                                         |     |            |    |  |
| |           |                                                                         |     |            |    |  |
| |           |                                                                         |     |            |    |  |

#### Itálie vs. Spojené státy americké
| | Itálie | 0 :                                                                     | 3   | Spojené státy americké |     |  |
| --- | ------ | ----------------------------------------------------------------------- | --- | ---------------------- | --- |  |
| Queen's Club, Londýn, Spojené království 17. června 1963 tráva (venku) |        |                                                                         |     |                        |     |  |
| \| \| \| \| 1. \| 2. \| 3. \| \| \| -- \| \| ----------------------------------------------------------------------- \| --- \| --- \| --- \| \| \| 1. \| \| Lea Pericoliová Darlene Hardová \| 4 6 \| 6 2 \| 2 6 \| \| \| 2. \| \| Sylvana Lazzarinová Billie Jean Moffittová \| 8 6 \| 1 6 \| 2 6 \| \| \| 3. \| \| Sylvana Lazzarinová / Lea Pericoli Carole Caldwellová / Darlene Hardová \| 4 6 \| 1 6 \| \| \| \| \| \| \| \| \| \| \| \| \| \| \| \| \| \| \| \| \| \| \| \| \| \| \| \| \| \| \| \| \| \| \| \| \| \| \| \| \| \| \| |        |                                                                         |     |                        |     |  |
| |        |                                                                         | 1.  | 2.                     | 3.  |  |
| 1. |        | Lea Pericoliová Darlene Hardová                                         | 4 6 | 6 2                    | 2 6 |  |
| 2. |        | Sylvana Lazzarinová Billie Jean Moffittová                              | 8 6 | 1 6                    | 2 6 |  |
| 3. |        | Sylvana Lazzarinová / Lea Pericoli Carole Caldwellová / Darlene Hardová | 4 6 | 1 6                    |     |  |
| |        |                                                                         |     |                        |     |  |
| |        |                                                                         |     |                        |     |  |
| |        |                                                                         |     |                        |     |  |
| |        |                                                                         |     |                        |     |  |
| |        |                                                                         |     |                        |     |  |

### Čtvrtfinále

#### Austrálie vs. Maďarsko
| | Austrálie | 3 :                                                                          | 0   | Maďarsko |    |  |
| --- | --------- | ---------------------------------------------------------------------------- | --- | -------- | -- |  |
| Queen's Club, Londýn, Spojené království 18. června 1963 tráva (venku) |           |                                                                              |     |          |    |  |
| \| \| \| \| 1. \| 2. \| 3. \| \| \| -- \| \| ---------------------------------------------------------------------------- \| --- \| --- \| -- \| \| \| 1. \| \| Margaret Smithová Zsuzsa Körmöczyová \| 6 0 \| 6 1 \| \| \| \| 2. \| \| Jan O'Neillová Zsófia Broszmannová \| 6 1 \| 6 2 \| \| \| \| 3. \| \| Margaret Smithová / Lesley Turnerová Klara Bardóczyová / Zsófia Broszmannová \| 6 1 \| 6 1 \| \| \| \| \| \| \| \| \| \| \| \| \| \| \| \| \| \| \| \| \| \| \| \| \| \| \| \| \| \| \| \| \| \| \| \| \| \| \| \| \| \| \| |           |                                                                              |     |          |    |  |
| |           |                                                                              | 1.  | 2.       | 3. |  |
| 1. |           | Margaret Smithová Zsuzsa Körmöczyová                                         | 6 0 | 6 1      |    |  |
| 2. |           | Jan O'Neillová Zsófia Broszmannová                                           | 6 1 | 6 2      |    |  |
| 3. |           | Margaret Smithová / Lesley Turnerová Klara Bardóczyová / Zsófia Broszmannová | 6 1 | 6 1      |    |  |
| |           |                                                                              |     |          |    |  |
| |           |                                                                              |     |          |    |  |
| |           |                                                                              |     |          |    |  |
| |           |                                                                              |     |          |    |  |
| |           |                                                                              |     |          |    |  |

#### Jihoafrická republika vs. Francie
| | Jihoafrická republika | 3 :                                                                       | 0   | Francie |     |  |
| --- | --------------------- | ------------------------------------------------------------------------- | --- | ------- | --- |  |
| Queen's Club, Londýn, Spojené království 18. června 1963 tráva (venku) |                       |                                                                           |     |         |     |  |
| \| \| \| \| 1. \| 2. \| 3. \| \| \| -- \| \| ------------------------------------------------------------------------- \| --- \| --- \| --- \| \| \| 1. \| \| Renee Schuurmanová Françoise Durrová \| 6 3 \| 3 6 \| 6 3 \| \| \| 2. \| \| Margaret Huntová Janine Lieffrigová \| 6 4 \| 5 7 \| 6 2 \| \| \| 3. \| \| Margaret Huntová / Renee Schuurman Françoise Durrová / Janine Lieffrigová \| 7 5 \| 6 1 \| \| \| \| \| \| \| \| \| \| \| \| \| \| \| \| \| \| \| \| \| \| \| \| \| \| \| \| \| \| \| \| \| \| \| \| \| \| \| \| \| \| \| |                       |                                                                           |     |         |     |  |
| |                       |                                                                           | 1.  | 2.      | 3.  |  |
| 1. |                       | Renee Schuurmanová Françoise Durrová                                      | 6 3 | 3 6     | 6 3 |  |
| 2. |                       | Margaret Huntová Janine Lieffrigová                                       | 6 4 | 5 7     | 6 2 |  |
| 3. |                       | Margaret Huntová / Renee Schuurman Françoise Durrová / Janine Lieffrigová | 7 5 | 6 1     |     |  |
| |                       |                                                                           |     |         |     |  |
| |                       |                                                                           |     |         |     |  |
| |                       |                                                                           |     |         |     |  |
| |                       |                                                                           |     |         |     |  |
| |                       |                                                                           |     |         |     |  |

#### Rakousko vs. Velká Británie
| | Rakousko | 0 :                                                                          | 3   | Velká Británie |    |  |
| --- | -------- | ---------------------------------------------------------------------------- | --- | -------------- | -- |  |
| Queen's Club, Londýn, Spojené království 18. června 1963 tráva (venku) |          |                                                                              |     |                |    |  |
| \| \| \| \| 1. \| 2. \| 3. \| \| \| -- \| \| ---------------------------------------------------------------------------- \| --- \| --- \| -- \| \| \| 1. \| \| Sonja Pachtová Christine Janesová \| 2 6 \| 1 6 \| \| \| \| 2. \| \| Andrea Winklerová Deidre Kellerová \| 2 6 \| 3 6 \| \| \| \| 3. \| \| Edda Herdyová / Sonja Pachterová Ann Haydonová-Jonesová / Christine Janesová \| 1 6 \| 0 6 \| \| \| \| \| \| \| \| \| \| \| \| \| \| \| \| \| \| \| \| \| \| \| \| \| \| \| \| \| \| \| \| \| \| \| \| \| \| \| \| \| \| \| |          |                                                                              |     |                |    |  |
| |          |                                                                              | 1.  | 2.             | 3. |  |
| 1. |          | Sonja Pachtová Christine Janesová                                            | 2 6 | 1 6            |    |  |
| 2. |          | Andrea Winklerová Deidre Kellerová                                           | 2 6 | 3 6            |    |  |
| 3. |          | Edda Herdyová / Sonja Pachterová Ann Haydonová-Jonesová / Christine Janesová | 1 6 | 0 6            |    |  |
| |          |                                                                              |     |                |    |  |
| |          |                                                                              |     |                |    |  |
| |          |                                                                              |     |                |    |  |
| |          |                                                                              |     |                |    |  |
| |          |                                                                              |     |                |    |  |

#### Nizozemsko vs. Spojené státy americké
| | Nizozemsko | 0 :                                                                             | 3   | Spojené státy americké |    |  |
| --- | ---------- | ------------------------------------------------------------------------------- | --- | ---------------------- | -- |  |
| Queen's Club, Londýn, Spojené království 18. června 1963 tráva (venku) |            |                                                                                 |     |                        |    |  |
| \| \| \| \| 1. \| 2. \| 3. \| \| \| -- \| \| ------------------------------------------------------------------------------- \| --- \| --- \| -- \| \| \| 1. \| \| Eva de Jongová Darlene Hardová \| 2 6 \| 2 6 \| \| \| \| 2. \| \| Jenny Ridderhofová Billie Jean Moffittová \| 2 6 \| 2 6 \| \| \| \| 3. \| \| Eva de Jongová / Jenny Ridderhofová Carole Caldwellová / Billie Jean Moffittová \| 0 6 \| 3 6 \| \| \| \| \| \| \| \| \| \| \| \| \| \| \| \| \| \| \| \| \| \| \| \| \| \| \| \| \| \| \| \| \| \| \| \| \| \| \| \| \| \| \| |            |                                                                                 |     |                        |    |  |
| |            |                                                                                 | 1.  | 2.                     | 3. |  |
| 1. |            | Eva de Jongová Darlene Hardová                                                  | 2 6 | 2 6                    |    |  |
| 2. |            | Jenny Ridderhofová Billie Jean Moffittová                                       | 2 6 | 2 6                    |    |  |
| 3. |            | Eva de Jongová / Jenny Ridderhofová Carole Caldwellová / Billie Jean Moffittová | 0 6 | 3 6                    |    |  |
| |            |                                                                                 |     |                        |    |  |
| |            |                                                                                 |     |                        |    |  |
| |            |                                                                                 |     |                        |    |  |
| |            |                                                                                 |     |                        |    |  |
| |            |                                                                                 |     |                        |    |  |

### Semifinále

#### Austrálie vs. Jihoafrická republika
| | Austrálie | 3 :                                                                        | 0   | Jihoafrická republika |     |  |
| --- | --------- | -------------------------------------------------------------------------- | --- | --------------------- | --- |  |
| Queen's Club, Londýn, Spojené království 19. června 1963 tráva (venku) |           |                                                                            |     |                       |     |  |
| \| \| \| \| 1. \| 2. \| 3. \| \| \| -- \| \| -------------------------------------------------------------------------- \| --- \| --- \| --- \| \| \| 1. \| \| Margaret Smithová Renee Schuurman \| 6 3 \| 6 2 \| \| \| \| 2. \| \| Jan O'Neillová Margaret Huntová \| 4 6 \| 9 7 \| 6 1 \| \| \| 3. \| \| Margaret Smithová / Lesley Turnerová Margaret Huntová / Renee Schuurmanová \| 5 7 \| 6 3 \| 6 3 \| \| \| \| \| \| \| \| \| \| \| \| \| \| \| \| \| \| \| \| \| \| \| \| \| \| \| \| \| \| \| \| \| \| \| \| \| \| \| \| \| \| |           |                                                                            |     |                       |     |  |
| |           |                                                                            | 1.  | 2.                    | 3.  |  |
| 1. |           | Margaret Smithová Renee Schuurman                                          | 6 3 | 6 2                   |     |  |
| 2. |           | Jan O'Neillová Margaret Huntová                                            | 4 6 | 9 7                   | 6 1 |  |
| 3. |           | Margaret Smithová / Lesley Turnerová Margaret Huntová / Renee Schuurmanová | 5 7 | 6 3                   | 6 3 |  |
| |           |                                                                            |     |                       |     |  |
| |           |                                                                            |     |                       |     |  |
| |           |                                                                            |     |                       |     |  |
| |           |                                                                            |     |                       |     |  |
| |           |                                                                            |     |                       |     |  |

#### Velká Británie vs. Spojené státy americké
| | Velká Británie | 0 :                                                                              | 3   | Spojené státy americké |     |  |
| --- | -------------- | -------------------------------------------------------------------------------- | --- | ---------------------- | --- |  |
| Queen's Club, Londýn, Spojené království 19. června 1963 tráva (venku) |                |                                                                                  |     |                        |     |  |
| \| \| \| \| 1. \| 2. \| 3. \| \| \| -- \| \| -------------------------------------------------------------------------------- \| --- \| --- \| --- \| \| \| 1. \| \| Ann Haydonová-Jonesová Darlene Hardová \| 2 6 \| 4 6 \| \| \| \| 2. \| \| Christine Janesová Billie Jean Moffittová \| 3 6 \| 6 3 \| 4 6 \| \| \| 3. \| \| Ann Haydonová-Jonesová / Christine Janesová Carole Caldwellová / Darlene Hardová \| 6 2 \| 7 9 \| 3 6 \| \| \| \| \| \| \| \| \| \| \| \| \| \| \| \| \| \| \| \| \| \| \| \| \| \| \| \| \| \| \| \| \| \| \| \| \| \| \| \| \| \| |                |                                                                                  |     |                        |     |  |
| |                |                                                                                  | 1.  | 2.                     | 3.  |  |
| 1. |                | Ann Haydonová-Jonesová Darlene Hardová                                           | 2 6 | 4 6                    |     |  |
| 2. |                | Christine Janesová Billie Jean Moffittová                                        | 3 6 | 6 3                    | 4 6 |  |
| 3. |                | Ann Haydonová-Jonesová / Christine Janesová Carole Caldwellová / Darlene Hardová | 6 2 | 7 9                    | 3 6 |  |
| |                |                                                                                  |     |                        |     |  |
| |                |                                                                                  |     |                        |     |  |
| |                |                                                                                  |     |                        |     |  |
| |                |                                                                                  |     |                        |     |  |
| |                |                                                                                  |     |                        |     |  |

### Finále

#### Austrálie vs. Spojené státy americké
| | Austrálie | 1 :                                                                           | 2   | Spojené státy americké |     |  |
| --- | --------- | ----------------------------------------------------------------------------- | --- | ---------------------- | --- |  |
| Queen's Club, Londýn, Spojené království 20. června 1963 tráva (venku) |           |                                                                               |     |                        |     |  |
| \| \| \| \| 1. \| 2. \| 3. \| \| \| -- \| \| ----------------------------------------------------------------------------- \| --- \| ----- \| --- \| \| \| 1. \| \| Margaret Smithová Darlene Hardová \| 6 3 \| 6 0 \| \| \| \| 2. \| \| Lesley Turnerová Billie Jean Moffittová \| 7 5 \| 0 6 \| 3 6 \| \| \| 3. \| \| Margaret Smithová / Lesley Turnerová Darlene Hardová / Billie Jean Moffittová \| 3 6 \| 13 11 \| 3 6 \| \| \| \| \| \| \| \| \| \| \| \| \| \| \| \| \| \| \| \| \| \| \| \| \| \| \| \| \| \| \| \| \| \| \| \| \| \| \| \| \| \| |           |                                                                               |     |                        |     |  |
| |           |                                                                               | 1.  | 2.                     | 3.  |  |
| 1. |           | Margaret Smithová Darlene Hardová                                             | 6 3 | 6 0                    |     |  |
| 2. |           | Lesley Turnerová Billie Jean Moffittová                                       | 7 5 | 0 6                    | 3 6 |  |
| 3. |           | Margaret Smithová / Lesley Turnerová Darlene Hardová / Billie Jean Moffittová | 3 6 | 13 11                  | 3 6 |  |
| |           |                                                                               |     |                        |     |  |
| |           |                                                                               |     |                        |     |  |
| |           |                                                                               |     |                        |     |  |
| |           |                                                                               |     |                        |     |  |
| |           |                                                                               |     |                        |     |  |

### Vítěz
| Vítěz Poháru federace 1963 |
| -------------------------- |
| Spojené státy první titul  |